# Aircraft Spruce & Specialty Co
A Aircraft Spruce & Specialty Co. é uma produtora americana de peças e serviços para aeronaves, incluindo planos para aeronave de construção caseira.

## Histórico
A Aircraft Spruce Co. foi fundada em 1965 por Bob e Flo Irwin como uma continuação da "Fullerton Air Parts". Inicialmente, a empresa vendia apenas um produto: madeira de abeto para construção e restauração de aeronaves. A Aircraft Spruce Co. adicionou mais produtos e adotou o nome Aircraft Spruce & Specialty Co.
Jim Irwin, filho mais velho de Bob e Flo, gerenciou programas de kit como o "Vari-Eze" em 1975 enquanto ainda estava na faculdade. Em 1978, Jim adquiriu a empresa e tornou-se presidente em 1980.
A Aircraft Spruce foi sediada em Fullerton, Califórnia, de 1965 a 1997, em uma histórica antiga casa de embalagem de frutas cítricas de Fullerton. Em seguida, mudou-se para uma instalação de 62.000 pés quadrados (5.800 m2) em Corona, Califórnia. A "Aircraft Spruce East" mudou-se para uma nova instalação de 52.000 pés quadrados (4.800 m2) em Peachtree City, Geórgia em 2004. A "Aircraft Spruce Canada" foi inaugurada em Toronto em 2006 e mudou-se para o Aeroporto de Brantford, Ontário em 2008 com uma nova instalação de 20.000 pés quadrados (1.900 m2) entrando em operação em 2016. Em 2019, a Aircraft Spruce abriu duas novas instalações com a "Aircraft Spruce Midwest" operando em uma instalação de 4.600 m2 (50.000 pés quadrados) em West Chicago, Illinois, e a "Aircraft Spruce Alaska" em uma instalação de 15.000 pés quadrados (1.400 m2) em Wasilla, Alasca.
A Alexander Airplane Company de Ron Alexander foi comprada e integrada à empresa.
O fundador Bob Irwin morreu em 26 de junho de 2015 em sua casa em Lake Havasu City, Arizona.

## Produtos
A Aircraft Spruce tem o direito de vender kits e planos para uma grande variedade de aeronaves construídas em casa.
- Acro Sport I
- Acro Sport II
- Acroduster
- Acrolite
- Alfa HB207
- AquaJet X
- Aviat
- Baby Great Lakes
- Bakeng Deuce
- Barracuda
- Bearhawk
- Breezy
- Bushcaddy
- Cadet
- Celerity
- Christavia Mk I
- Christavia Mk IV
- Corby Starlet
- Cozy MK IV
- Culp
- Daisy Mae
- Easy Eagle
- Europa XS
- Fly Baby
- Fred
- Glasair
- Glass Goose
- GP4 and Osprey
- Howland H-2 Honey Bee
- Howland H-3 Pegasus
- Hummingbird Helicopter
- Kelly-D (partial kit)
- Kitfox
- KR
- Lightning
- Meyers Little Toot
- Mirage Celerity
- Mirage Marathon
- Murphy Rebel
- Nesmith Cougar
- Nexaer
- NuVenture
- One Design
- P-51
- Pazmany
- Pietenpol
- Pitts
- Pober
- Pulsar
- RAF
- Rans
- Rihn DR-107 One Design
- Rotorway
- Safari
- Scotty Bowlin
- Sky Arrow
- Skybolt
- Sonerai
- Sonex
- Stallion
- Starduster
- Starlet
- Stewart Mustang
- Summit II
- Thorp
- Tundra
- V-Star
- Vans (RV)
- Velocity
- Volksplanes
- Volmer
- Vulcan C100
- Whisper Aircraft
- Wittman Tailwind,
Wittman Buttercup
- Zenith